# Twierdzenie Liouville’a

Ewolucja zespołu układów klasycznych w przestrzeni fazowej (góra). Każdy układ składa się z jednej masywnej cząstki w jednowymiarowej studni potencjału (czerwona krzywa, dolny rysunek). Podczas gdy ruch pojedynczego członka zespołu jest określony przez równania Hamiltona, równanie Liouville'a opisuje przepływ całego rozkładu. Ruch ten jest analogiczny do ruchu barwnika w nieściśliwej cieczy.

Twierdzenie Liouville’a mówi, że objętość w przestrzeni fazowej układu opisywanego równaniami Hamiltona pozostaje stała w czasie, o ile nie następują straty energii, tj. zmiany można opisać równaniami Hamiltona. Twierdzenie to obowiązuje zarówno w mechanice statystycznej jak i w mechanice kwantowej (w mechanice klasycznej układ zajmuje jeden punkt w przestrzeni fazowej, więc to twierdzenie jest trywialne). 

## Równanie Liouville’a
Równanie wyrażające treść twierdzenia Liouville’a ma postać:
{\displaystyle {\frac {\partial f}{\partial t}}=\sum _{i}\left({\frac {\partial f}{\partial p_{i}}}\cdot {\frac {\partial H}{\partial q_{i}}}-{\frac {\partial f}{\partial q_{i}}}\cdot {\frac {\partial H}{\partial p_{i}}}\right)=-\{f,H\}}
gdzie:
{\displaystyle H} - hamiltonian układu,
{\displaystyle f=f(p,q)} - gęstość prawdopodobieństwa tego, że układ znajduje się w stanie {\displaystyle (p,q)},
{\displaystyle \{f,H\}} - nawiasy Poissona,
{\displaystyle p_{i}} - pędy kanoniczne układu,
{\displaystyle q_{i}} - współrzędne kanoniczne układu.
Sumowanie przebiega po wszystkich współrzędnych {\displaystyle q_{i}} i pędach {\displaystyle p_{i}} układu.
Twierdzenie Liouville’a oznacza, że obszar przestrzeni fazowej może w trakcie ewolucji czasowej zmieniać kształt, jednak nie może zmieniać swojej objętości - zachowuje się jak ciecz nieściśliwa.

## Twierdzenie Liouville’a a mechanika kwantowa
Odpowiednikiem równania Liouville’a w mechanice kwantowej jest równanie 
{\displaystyle i\hbar {\frac {\partial {\hat {\rho }}}{\partial t}}=-[{\hat {\rho }},{\hat {H}}]}
gdzie:
{\displaystyle {\hat {\rho }}} - macierz gęstości układu,
{\displaystyle {\hat {H}}} - operator Hamiltona,
{\displaystyle \hbar ={\frac {h}{2\pi }}}, gdzie {\displaystyle h} to stała Plancka,
{\displaystyle [{\hat {\rho }},{\hat {H}}]}  komutator operatorów {\displaystyle {\hat {\rho }}} i {\displaystyle {\hat {H}}}
Równanie Liouville’a jest uogólnieniem równania Schrödingera na stany mieszane. Jeśli {\displaystyle {\hat {\rho }}} odpowiada stanowi czystemu, równanie Liouville’a jest równoważne równaniu Schrödingera. Stacjonarnym (niezależnym od czasu) rozwiązaniem równania Liouville’a może być dowolny hamiltonian, którego postać zależy od typu zastosowanego zespołu statystycznego.